# Международные расчёты
Международные расчёты, расчёты по международным торговым операциям — форма международных валютно-кредитных отношений. Представляет собой совокупность различных форм и методов расчёта по торгово-экономическим операциям между контрагентами из разных стран.
Мировая практика международной торговли выработала и применяет следующие основные формы международных расчётов:
- Банковский перевод. Представляет собой платную услугу банка, предоставляемую на основе договора, заключённого банком с клиентом. Основным документом по данной форме расчёта выступает платёжное поручение клиента. В платежном поручении клиент указывают сумму в соответствующей валюте, которую он поручает банку перевести на счёт своего торгового партнёра.
- Инкассо. Представляет собой операцию банка по взысканию с должника клиента на основании предоставленных клиентом финансовых и/или торговых документов определённой денежной суммы в соответствующей валюте. Сумма долга, наименование должника, его местонахождение, платёжные реквизиты содержатся в предоставляемых банку клиентом документах. Выполняя поручение по взысканию с должника в пользу клиента соответствующих денежных средств, банк направляет для оплаты соответствующие документы, на основании которых производится оплата долга. Основным документом по операции в форме инкассо является инкассовое поручение, которое подписывает клиент банка, прикладывая необходимые документы. Расчёты в форме инкассо осуществляются в соответствии с Унифицированными правилами по инкассо.
- Документарный аккредитив. Представляет собой обязательство банка произвести платёж против надлежащим образом оформленных документов в пользу бенефициара. Банк, который производит платёж по аккредитиву, сверяет комплектность и содержание представленных документов условиям аккредитива. В международных расчётах применяется большое разнообразие видов аккредитивов: отзывные  и безотзывные; подтверждённые и неподтверждённые; покрытые; делимые; револьверные (возобновляемые); резервные (stand-by); трансферабельные (переводные). Основным документом является заявление на открытие аккредитива, которое по определённым правилам заполняет и подписывает приказодатель по аккредитиву - клиент банка (импортёр), по приказу и на основании инструкций которого действует банк. Расчёты по документарному аккредитиву осуществляются в соответствии с Унифицированными правилами и обычаями для документарных аккредитивов.
- Открытый счёт. Представляет форму расчётов между партнёрами, когда экспортёр отгружает товар импортёру и открывает счёт на покупателя, занося сумму задолженности в дебет счёта. При поступлении платежа за поставленный товар задолженность закрывается[2]. Данная форма расчётов применяется в расчётах между постоянными партнёрами, имеющими высокий уровень доверия друг другу.
- Кредитные формы расчёта, предполагающие использование кредитных средств обращения и платежа. К ним относятся векселя и чеки. Кроме того, применяются форфейтинг и факторинг.